# محمد دريش
محمد دريش العيشاوي الزواوي (تيفيناغ: Moⵀⴰⵎⴻⴷ ⴹⴻⵔⵉⵛⵀⴻ) هو رجل سياسي أمازيغي جزائري ينحدر من سوق الحد في منطقة القبائل والخشنة أثناء فترة الاحتلال الفرنسي للجزائر.

## حياته
وُلِدَ «محمد دريش» في دوار من منطقة القبائل اسمه «آيت حمادوش» في عام 1865م. وينحدر بالتالي «محمد دريش» من منطقة جبال الخشنة في جهة القبائل المنخفضة الممتدة من تخوم وادي سيباو إلى ما بعد وادي مزفران. وتم إطلاق اللقب «دريش» على أسرة محمد من قبل المكاتب العربية أثناء إنجاز الحالة المدنية للأهالي الجزائريين خلال فترة الحاكم العام لويس تيرمان. وهذا اللقب «دريش» هو إما تحوير للكلمة العربية «درويش» أو صيغة بذخ ونبالة على الطريقة الفرنسية معناها «الثري» (بالفرنسية: De Riche).

## القيادة
تم تعيين «محمد دريش» في سلك القياد مباشرة بعد انتهاء الحرب العالمية الأولى ابتداء من عام 1919م إلى غاية تقاعده في عام 1946م.
وكان بالتالي يشغل منصب قايد في جبال الخشنة ضمن التقسيم الإداري لكانتون الثنية (بالفرنسية: Canton de Ménerville).
كان «القايد محمد دريش» عضوا في «المجلس البلدي» لالثنية، وكانت تعينه في ذلك «لجنة من المستشارين البلديين ممثلين للأهالي» في دواوير سوق الحد أعضاؤها هم رابح معراف، دحمان دريش، رابح تيميزار، حسين فزاز، محمد عمراوي، الوناس دريش، وأحمد دريش.
هذا القايد كان يحضر ويشارك في الاجتماعات الإدارية والانتخابية والاحتفالية التي كانت تجري في قاعة بلدية ثنية بني عائشة خلال عامي 1931م و1932م وما بعدها.
فاشتغل «محمد دريش» بذلك مع العديد من رؤساء البلدية الفرنسيين من بينهم العمدة «سيزار بونيفاس» (بالفرنسية: César Boniface) والعمدة «جيروم زيفاكو» (بالفرنسية: Jérôme Zévaco).

## الأعمال
كان «القايد محمد دريش» يسهر على ضمان السلام والصفاء واستتباب الأمن في دواوير وقرى جبال الخشنة و«بني عائشة».
وكان يشتغل تحت وصاية «محكمة الثنية»، ويساعده في ذلك شيخ فرقة بني عائشة «محمد الصغير بوسحاقي» والمندوب محمد بورنان بالإضافة إلى أعوان فرنسيين، ويصل في كثير من الأحيان إلى الكشف عن المخالفات والجرائم والمضايقات والحقائق.

## الأملاك
استفاد «القايد محمد دريش» من العديد من المستثمرات الزراعية في عمالة الجزائر على مساحة إجمالية قدرها عدة مئات من الهكتارات.
وكانت واحدة من تلك العقارات الفلاحية الواقعة في بني عمران متخصصة في تربية الأبقار حيث كان يتم تهجين الثيران والأبقار من أجل تحسين السلالات الحيوانية. هذا الاستغلال الفلاحي في بني عمران حصل على وسام شرف العمل لعدة مرات.
وقد حصل والده «علي دريش» على «ميدالية فيرميل» (بالفرنسية: Médaille de vermeil) في عام 1913م بعد أكثر من 30 عاما من الخدمات الزراعية منذ عام 1880م.
كما منحت إدارة الاحتلال الفرنسي العديد من العقارات الفلاحية والمباني والمتاجر لهذا «القايد» في عدد من البلديات ضمن عمالة الجزائر.

## الحركة الوطنية
من خلال مكانته وحصانته السياسية المريحة، كان «القايد محمد دريش» يقيم علاقات مميزة مع جمعية العلماء المسلمين الجزائريين منذ إنشائها في عام 1931م.
فكان يستقبل العلامة محمد البشير الإبراهيمي في بيته بالثنية ويصطحبه معه إلى أعالي سوق الحد في «زاوية آيت حمادوش» لإلقاء توجيهات دينية وسياسية وإصلاحية.
وكان الإمام الخطيب آنذاك في هذه الزاوية هو الشيخ «محمد بوسحاقي» (1876-1950) الذي عمه محمد الصغير بوسحاقي (1869-1959) هو «شيخ فرقة بني عائشة» و«مستشار بلدي في الثنية».

## ثورة تحرير الجزائر

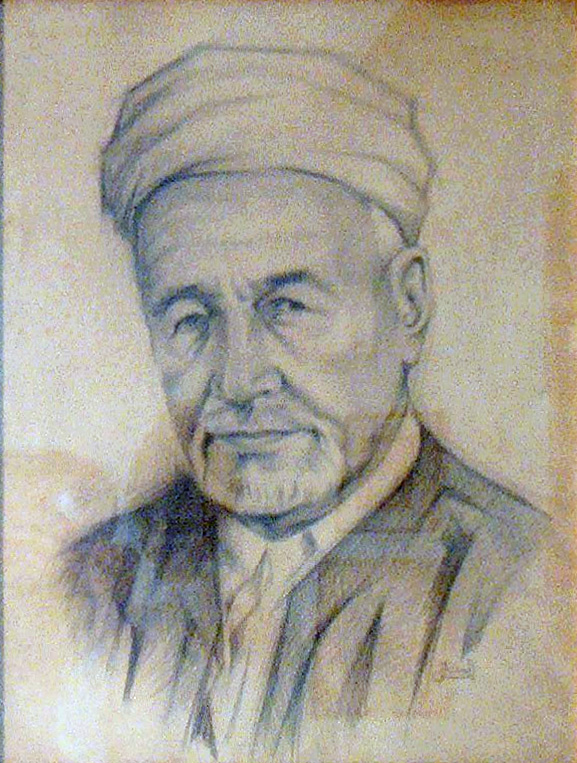
محمد البشير الإبراهيمي

قام حفيد «القايد محمد دريش» المدعو «إلياس دريش» باستضافة اجتماع اللجنة الثورية للوحدة والعمل أو «مجموعة الاثنين والعشرين» في فيلاه الكائنة في بلدية المدنية (بالفرنسية: Clos-Salembier) بتاريخ 25 جوان 1954م داخل مدينة الجزائر.
ففي الفيلا المتواضعة للمناضل «إلياس دريش» اجتمع اثنان وعشرون جزائريا صوتوا لصالح الثورة التحريرية غير المحدودة إلى غاية الاستقلال الكامل للجزائر عن فرنسا. وكانوا جميعا من المناضلين القدامى في المنظمة الخاصة الذين تم استدعاؤهم في النصف الثاني من شهر جوان 1954 لهذا الاجتماع الحاسم.
وينحدر الكثير من هؤلاء المناضلين من عائلات كان فيها قياد وباشاغاوات، كما كانوا قد تعلموا في مدارس جمعية العلماء المسلمين الجزائريين · .
وكان «إلياس دريش» صديقا حميما للمناضل زبير بوعجاج، كما كان مناضلا قديما في حركة انتصار الحريات الديمقراطية قام باستغلال سمعة عائلته «دريش» لنسج شبكة ثورية سرية في منطقة القبائل المنخفضة.
فرحب في صبيحة ذلك اليوم بمحمد بوضياف الذي كان «المسؤول الثوري» في الجزائر العاصمة، وأعد وجبة للمشاركين في الاجتماع التاريخي.
وعند منتصف النهار، دعا صاحب المنزل «إلياس دريش» الحاضرين إلى تناول طبق الكسكسي، وبعد استراحة قصيرة، عادوا إلى العمل.

## الجزائر المستقلة
تم اختيار ابن «القايد محمد دريش» المدعو «دحمان دريش» ليكون ممثلا لبلدية سوق الحد القديمة في «المفوضية الخاصة» لتسيير إقليم بلدية الثنية الجديدة بعد إعلان استقلال الجزائر في عام 1962م.
وكان «دحمان» يسير سابقا مزرعة في سوق الحد، ويحافظ أثناء ذلك على علاقة متينة مع الحركة الوطنية الجزائرية.
ومن خلال مرسوم 21 أوت 1962م الصادر في الجريدة الرسمية للجمهورية الجزائرية، قام حاكم ولاية الجزائر ندير قصاب بتعيين «دحمان دريش» في هذا الموقع الإداري.
ثم صار «دحمان» هو مفوضا سياسيا لجبهة التحرير الوطني الجزائرية لفترة ما بعد الاحتلال الاستيطاني الفرنسي في منطقة القبائل المنخفضة.

## روابط خارجية
- موقع "www.thenia.net" مع مقالات وصور عن ثنية بني عائشة
- الموقع الأول "http://menerville.free.fr" حول «مينيرفيل وثنية بني عائشة» قبل 1962
- الموقع الثاني "http://menerville2.free.fr" حول «مينيرفيل وثنية بني عائشة» بعد 1962